# Acido N-acetilmuramico
L'acido N-acetilmuramico (MurNAc) è un monosaccaride che deriva formalmente dall'acido lattico e dalla N-acetilglucosamina uniti da un legame etereo.
È un componente fondamentale del peptidoglicano in quanto forma con l'N-acetilglucosamina l'unità disaccaridica ripetuta alla base della struttura di questo polimero biologico.